# رداووان رادوویچ
رداووان رادوویچ (سیریلیک صربی: Рaдовaн Рaдовић؛ ۱۹ ژانویهٔ ۱۹۳۶ – ۲۵ اوت ۲۰۲۲) بازیکن بسکتبال اهل یوگسلاوی بود.
از باشگاه‌هایی که در آن بازی کرده‌است می‌توان به باشگاه بسکتبال پارتیزان اشاره کرد.
وی در مسابقات کشوری و بین‌المللی در مجموع برندهٔ ۱ مدال طلا، ۱ مدال نقره، ۱ مدال برنز شده‌است.